# Lac Acchicocha
Le lac Acchicocha (du faucon ou épervier Quechua aqchi, et du lac qucha, ce qui signifie donc "lac faucon") est un lac au Pérou situé dans la région de Junín, province de Huancayo, district de Chongos Alto. Le lac Acchicocha se trouve au sud de Yurajcocha, au sud-est de Huichicocha, au nord-est de Huarmicocha et au nord de Canllacocha. 